# Opsidia micidus
Opsidia micidus är en tvåvingeart som beskrevs av Henry J. Reinhard 1963. Opsidia micidus ingår i släktet Opsidia och familjen köttflugor. Inga underarter finns listade i Catalogue of Life.